# Chab
Chab, de son vrai nom François Chabloz, est un producteur et remixeur suisse de house. Il est surtout connu pour son style house progressive. Il utilise également les pseudonymes Moogwai et Star.

## Biographie
François Chabloz est né à Beyrouth, mais a ensuite grandi à Rome jusqu'à l'âge de 17 ans. Il a ensuite déménagé à Genève et vit depuis en Suisse.
Le travail de Chab est remarqué par le DJ de musique électronique Paul Oakenfold et est ensuite utilisé sur un album de compilation trance homonyme. En 2001, le producteur de musique électronique et Tiësto a également utilisé le travail de Chab. 

## Artistes remixés par Chab
- Gorillaz
- Depeche Mode
- Röyksopp
- Nelly Furtado

## Discographie
- 1999 : Running Up That Hill (avec Frank Gee)
- 1999 : 6/26 A Night Out (sous le nom de Moogwai)
- 2000 : Tunneling / The Sinus (sous le nom de Chab)
- 2000 : Rock Rose (sous le nom de Star)
- 2001 : Viola (sous le nom de Moogwai) (R-U : no 55)
- 2001 : The Labyrinth (sous le nom de Moogwai) (R-U : no 68[3])
- 2005 : 5 Wishes and More (sous le nom de Moogwai)
- 2005 : Dub, Edits and Whisky-Coke (sous le nom de Chab)